# Анновка (Сарыкольский район)
Анновка (каз. Аннов) — упраздненное село в Сарыкольском районе Костанайской области Казахстана. Входило в состав Чеховского сельского округа. Упразднено в 2017 г. Код КАТО — 396263300.
В 20 км к северо-востоку находится озеро Шошкалы и на востоке Жаксыжарколь.

## Анновская церковь

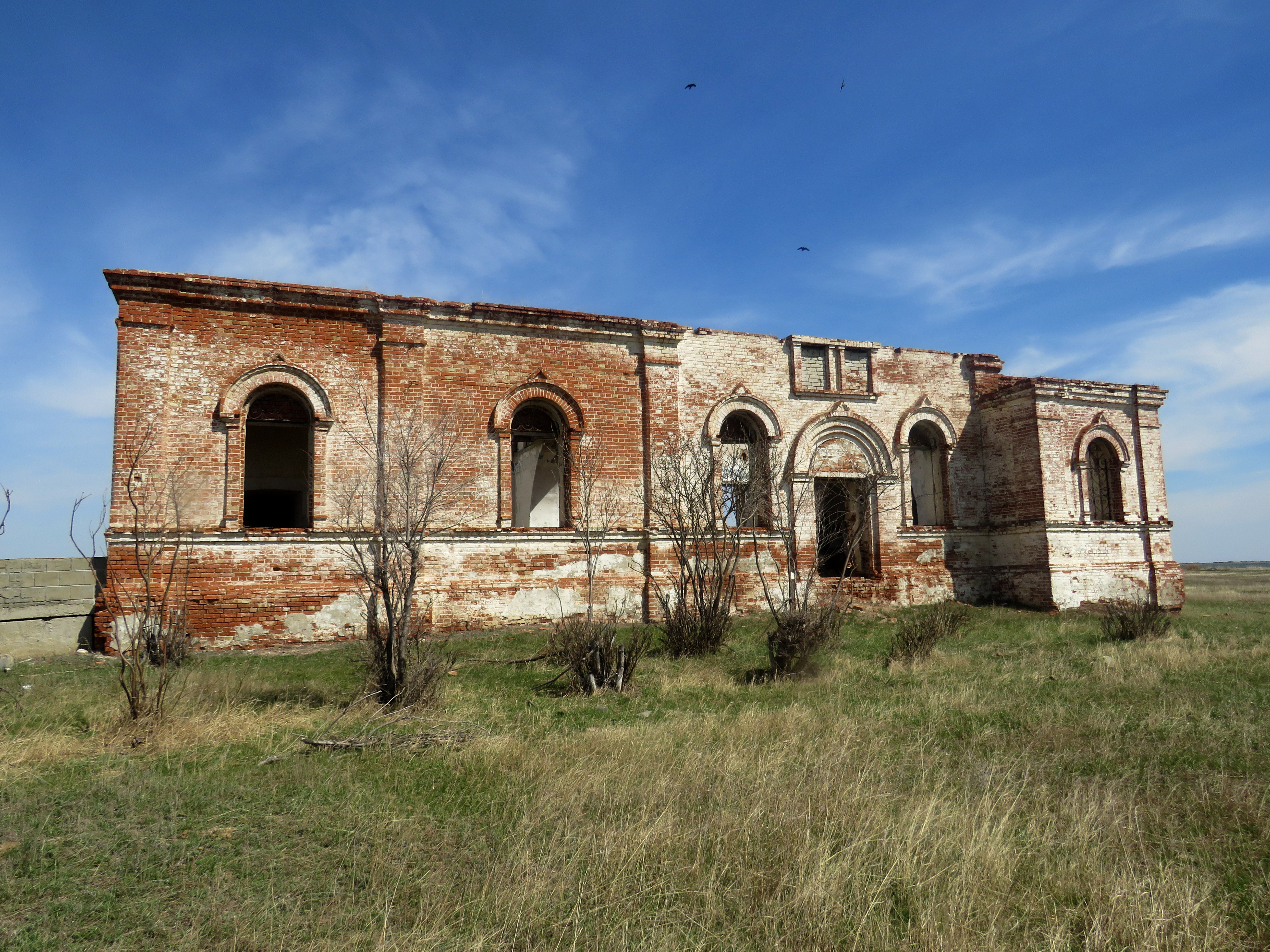
Разрушенная Анновская церковь

В селе находится полуразрушенная церковь, строительство которой началось еще в 1898 году. Церковь считают святыней. Считается, что в одну из стен вмурована частичка христианской святыни.
В историческом очерке краеведа Валерия Стародуба о памятных местах Сарыкольского района есть довольно подробный рассказ о том, как в 1898 году в этот пустынный край выехал небольшой караван из 13 телег и пары карет, цель которого была в том, чтобы найти плодородное место на краю степи. Такое место как раз на месте нынешней Анновки и было найдено. В каретах ехала фрейлина императорского дома Анна Шереметева, а также земельные специалисты, которые задолго до освоения целины нашли эти земли превосходными. По легенде, именно графиня Шереметева выбрала место для постройки церкви и вложила в нее большую часть денег. Однако, с окружных деревень был собран своеобразный налог — в виде яиц, молока и других натуральных продуктов, которые использовались при строительстве. В 1898 года в земле рядом с будущим фундаментом храма был вырыт котлован, в который летом засыпали около 30 тонн извести — ее возили из далекой Варваринки, что в 300 км от места строительства. Представляете, что такое возить известь на телегах на расстояние в 300 километров? Неделя пути в одну сторону, неделя — обратно. Пока гасилась известь, построили обжиговую печь для кирпича, заказали колокола и, помолясь, начали строительство.

## Население
В 1999 году население села составляло 252 человека (121 мужчина и 131 женщина). По данным переписи 2009 года, в селе проживало 55 человек (30 мужчин и 25 женщин).
В мае 2019 года в селе почти не сталось постоянного населения. Насчитывается 2-3 жилых или временно-жилых дома. Некоторые жители села приезжают сезонно — лишь для того, чтобы порыбачить.